# Чэнь Чун
Чэнь Чун (кит. трад. 陳冲, упр. 陈冲, пиньинь Chén Chōng; род. 13 октября 1949, Тайбэй, Тайвань) — китайский политик, премьер-министр Китайской республики (2012—2013).

## Биография
Изучал право в Национальном университете Тайваня, получил степень бакалавра в 1971, магистра в 1973.
Первый заместитель премьер-министра Китайской республики с 1 декабря 2008 по 6 февраля 2012.
Премьер-министр с 6 февраля 2012 по 18 февраля 2013.

## Награды
- Большая лента специального класса ордена Бриллиантовой звезды (17 февраля 2012 года)